# Zilveren moeraswapenvlieg
De zilveren moeraswapenvlieg (Odontomyia argentata) is een vliegensoort uit de familie van de wapenvliegen (Stratiomyidae). De wetenschappelijke naam van de soort is voor het eerst geldig gepubliceerd in 1794 door Fabricius.